# Глущенко, Иван Иванович
Иван Иванович Глущенко (12.03.1907 — 01.03.1984) — генерал-майор авиации, командир авиационных соединений, участник Великой Отечественной войны.

## Биография
Первоначально Глущенко работал на железных дорогах: слесарем по ремонту паровозов, помощником машиниста на своей родной станции Новохопёрск Юго-Восточной железной дороги, а с 1928 г. помощником машиниста на станции Новочеркасск.
В октябре 1929 г. призван в РККА, в следующем году командирован в Ленинградскую военно-теоретическую школу лётчиков, которую окончил в 1931 г. В том же году вступил в ВКП(б). Направлен в Ейскую военную школу морских лётчиков и лётчиков-наблюдателей ВВС РККА имени И. В. Сталина, окончил её в 1933 г. и оставлен в школе лётчиком-инструктором; в дальнейшем окончил в Ейске курсы по подготовке командиров кораблей при той же школе в 1935 г. и Центр по обучению слепым полётам по приборам в 1937 г. С 1935 г. служил в 59-й тяжёлой бомбардировочной авиационной эскадрилье ВВС Уральского военного округа сначала командиром корабля, а с января 1936 г. командиром отряда.
Во время поисков пропавшего в Арктике экипажа С. А. Леваневского с сентября 1937 г. по август 1938 г. Глущенко являлся вторым пилотом эскадрильи Главсевморпути. После окончания поисковых работ назначен командиром эскадрильи 14-го тяжёлого бомбардировочного авиационного полка ВВС Киевского особого военного округа, а с мая 1940 г. являлся помощником командира полка. Участник похода Красной Армии в Западную Украину 1939 г.
С февраля 1941 г. майор Глущенко командовал 250-м тяжёлым бомбардировочным авиационным полком (г. Чита), который входил в состав 30-й авиационной дивизии ВВС Забайкальского военного округа.

## Участие в Великой Отечественной войне
С февраля 1941 г. по 28 июня 1944 г. — командир 250 тяжелого бомбардировочного авиаполка (4-й гвардейский авиационный полк дальнего действия). 28 июня 1944 г. назначен командиром 12-й Мгинской авиационной дивизии дальнего действия.
19 августа 1944 г. И. И. Глущенко присвоено звание генерал-майор авиации.
За время войны лично совершил 25 ночных боевых вылетов.
5 ноября 1941 г. постановлением Военного совета Южного фронта награждён орденом Ленина. 29 декабря 1943 г. приказом Авиации дальнего действия награждён орденом Красного Знамени. 5 ноября 1944 г. указом Президиума Верховного совета СССР награждён орденом Суворова II степени (представлялся к ордену Кутузова II ст.). 29 мая 1945 г. указом Президиума Верховного совета СССР награждён орденом Суворова II степени.

## Послевоенная служба
После окончания войны первоначально занимал прежнюю должность командира дивизии, но в июне 1946 г. получил назначение заместителем начальника Высших авиационных курсов слепой и ночной подготовки лётчиков-офицеров ВВС по лётной подготовке (в г. Тамбов). Сразу же после провозглашения КНР в октябре 1949 г. командирован в НОАК в качестве военного советника начальника авиационной школы бомбардировщиков. После возвращения в СССР в августе 1953 г. был назначен начальником 3-го учебно-тренировочного центра по переучиванию лётно-технического состава и боевому применению реактивных самолётов-бомбардировщиков (в г. Воронеж), затем обучался на курсах усовершенствования при Военно-воздушной академии, которые окончил в сентябре 1955 г., но уже в декабре того же года был уволен в запас.
Проживал в Воронеже, где и скончался 1 марта 1984 г. на 77-м году жизни.